# イシュトヴァーン・サンドルフィ
イシュトヴァーン・サンドルフィ（István Sándorfi、ハンガリー語:Sándorfi István、フランス語:Étienne Sandorfi、1948年6月12日 - 2007年12月26日）は、ブダペスト出身の超写実主義の画家である。ハンガリー語読みではシャーンドルフィ・イシュトヴァーン。

## 生い立ち
サンドルフィの父はアメリカ系の企業で働いていたため、1950年から5年間投獄され、1956年のハンガリー動乱のわずか数日前に釈放された。1956年、家族はハンガリーを離れ、まずオーストリア、次いでドイツに向かい、1958年にフランスに渡った。サンドルフィは8歳の時に絵を描き始め、12歳の時から油絵の具を使い始めた。パリのエコール・デ・ボザールで学位を得て、装飾美術国立高等学校でも学んだ。
1974年生まれのアンジュと1979年生まれのエヴァという2人の娘がいる。
急性の病気によって2007年12月26日にパリで死去し、遺志に従ってブダペストに埋葬された。

## 作品
1970年代、仕事中に他人に見られるのを嫌って自分自身をモデルにして絵を描き始めた。彼の最初の展覧会はパリのGalerie des Jeunesという小さな画廊で行われた。最初の大きな展覧会は、1973年にパリ市立近代美術館で行われた。その後、彼の作品はコペンハーゲン、ローマ、ミュンヘン、ブリュッセル、バーゼル、ニューヨーク、ロサンゼルス、サンフランシスコ等、多くの外国の美術館でも展示されるようになった。
彼の作品では、風変わりな物体や運動、状況を主題として用いた。1970年代から1980年代の色は青色や薄紫色等、寒色の組合せだった。1980年代になると、女性画や静物画を多く描くようになった。1988年までは、主に女性を中心に描き続けた。
ハンガリー国内での初めての展覧会は2006年にブダペストで行われた。2007年にはデブレツェンでも開催された。この際に、彼は子供の頃にハンガリーを出てから初めてハンガリーに帰国した。